# Simulium takae
Simulium takae är en tvåvingeart som beskrevs av Takaoka 2003. Simulium takae ingår i släktet Simulium och familjen knott. Inga underarter finns listade i Catalogue of Life.